# Prezydenci Panamy

## Lista prezydentów Panamy
| Osoba | Osoba   | Osoba                                                             | Kadencja          | Kadencja        | Partia polityczna |
| #     | Portret | Imię i nazwisko                                                   | Od                | Do              | Partia polityczna |
| ----- | ------- | ----------------------------------------------------------------- | ----------------- | --------------- | ----------------- |
| 1     |         | Tomás José Ramón del Carmen de Herrera y Pérez Dávila (1804–1854) | 18 listopada 1840 | 31 grudnia 1841 | Liberał           |

| Osoba | Osoba                                | Osoba                                           | Kadencja             | Kadencja             | Partia polityczna                |
| #     | Portret                              | Imię i nazwisko                                 | Od                   | Do                   | Partia polityczna                |
| ----- | ------------------------------------ | ----------------------------------------------- | -------------------- | -------------------- | -------------------------------- |
| -     |                                      | Junta                                           | 4 listopada 1903     | 20 lutego 1904       |                                  |
| 1     |                                      | Manuel Amador Guerrero (1833–1909)              | 20 lutego 1904       | 1 października 1908  | Partia Konserwatywna             |
| 2     |                                      | José Domingo de Obaldía (1845–1910)             | 1 października 1908  | 1 marca 1910         | Narodowa Partia Liberalna        |
| —     |                                      | Carlos Antonio Mendoza (1856–1916) tymczasowo   | 1 marca 1910         | 1 października 1910  | Narodowa Partia Liberalna        |
| —     |                                      | Federico Boyd (1851–1924) tymczasowo            | 1 października 1910  | 5 października 1910  | Narodowa Partia Liberalna        |
| —     |                                      | Pablo Arosemena Alba (1836–1920) tymczasowo     | 5 października 1910  | 1 października 1912  | Narodowa Partia Liberalna        |
| 3     |                                      | Belisario Porras Barahona (1856–1942)           | 1 października 1912  | 1 października 1916  | Narodowa Partia Liberalna        |
| 4     |                                      | Ramón Maximiliano Valdés (1867–1918)            | 1 października 1916  | 3 czerwca 1918       | Narodowa Partia Liberalna        |
| —     |                                      | Ciro Luis Urriola (1863–1922) tymczasowo        | 3 czerwca 1918       | 1 października 1918  | Narodowa Partia Liberalna        |
| —     |                                      | Pedro Antonio Díaz (1852–1919) tymczasowo       | 1 października 1918  | 12 października 1918 | Partia Konserwatywna             |
| 5     |                                      | Belisario Porras Barahona (1856–1942)           | 12 października 1918 | 30 stycznia 1920     | Narodowa Partia Liberalna        |
| —     |                                      | Ernesto Tisdel Lefevre (1876–1922) tymczasowo   | 30 stycznia 1920     | 1 października 1920  | Narodowa Partia Liberalna        |
| 6     |                                      | Belisario Porras Barahona (1856–1942)           | 1 października 1920  | 1 października 1924  | Narodowa Partia Liberalna        |
| 7     |                                      | Rodolfo Chiari (1869–1937)                      | 1 października 1924  | 1 października 1928  | Narodowa Partia Liberalna        |
| 8     |                                      | Florencio Harmodio Arosemena (1872–1945)        | 1 października 1928  | 3 stycznia 1931      | Narodowa Partia Liberalna        |
| —     |                                      | Harmodio Arias Madrid (1886–1963) tymczasowo    | 3 stycznia 1931      | 16 stycznia 1931     | bezpartyjny                      |
| 9     |                                      | Ricardo Joaquín Alfaro Jované (1882–1971)       | 16 stycznia 1931     | 5 czerwca 1932       | Narodowa Partia Liberalna        |
| 10    |                                      | Harmodio Arias Madrid (1886–1963)               | 5 czerwca 1932       | 1 października 1936  | Partido Panameñista              |
| 11    |                                      | Juan Demóstenes Arosemena (1879–1939)           | 1 października 1936  | 16 grudnia 1939      | Narodowa Partia Liberalna        |
| —     |                                      | Ezequiel Fernández Jaén (1886–1946) tymczasowo  | 16 grudnia 1939      | 18 grudnia 1939      | Partido Panameñista              |
| —     |                                      | Augusto Samuel Boyd (1879–1957) tymczasowo      | 18 grudnia 1939      | 1 października 1940  | Partido Panameñista              |
| 12    |                                      | Arnulfo Arias (1901–1988)                       | 1 października 1940  | 9 października 1941  | Partido Panameñista              |
| 13    |                                      | Ricardo Adolfo de la Guardia Arango (1899–1969) | 9 października 1941  | 15 czerwca 1945      | bezpartyjny                      |
| —     |                                      | Enrique Adolfo Jiménez (1888–1970) tymczasowo   | 15 czerwca 1945      | 7 sierpnia 1948      | Narodowa Partia Liberalna        |
| 14    |                                      | Domingo Díaz Arosemena (1875–1949)              | 7 sierpnia 1948      | 28 lipca 1949        | Narodowa Partia Liberalna        |
| 15    |                                      | Daniel Chanis Pinzón (1892–1961)                | 28 lipca 1949        | 20 listopada 1949    | Narodowa Partia Liberalna        |
| 16    |                                      | Roberto Francisco Chiari Remón (1905–1981)      | 20 listopada 1949    | 24 listopada 1949    | Narodowa Partia Liberalna        |
| 17    |                                      | Arnulfo Arias (1901–1988)                       | 24 listopada 1949    | 9 maja 1951          | Partido Panameñista              |
| 18    |                                      | Alcibíades Arosemena (1883–1958)                | 9 maja 1951          | 1 października 1952  | Prawdziwa Partia Rewolucyjna     |
| 19    |                                      | José Antonio Remón Cantera (1908–1955)          | 1 października 1952  | 2 stycznia 1955      | Narodowo Patriotyczna Koalicja   |
| 20    |                                      | José Ramón Guizado (1899–1964)                  | 2 stycznia 1955      | 29 marca 1955        | Narodowo Patriotyczna Koalicja   |
| 21    |                                      | Ricardo Arias (1912–1993)                       | 29 marca 1955        | 1 października 1956  | Narodowo Patriotyczna Koalicja   |
| 22    |                                      | Ernesto de la Guardia (1904–1983)               | 1 października 1956  | 1 października 1960  | Narodowo Patriotyczna Koalicja   |
| 23    |                                      | Roberto Francisco Chiari Remón (1905–1981)      | 1 października 1960  | 1 października 1964  | Narodowa Partia Liberalna        |
| 24    |                                      | Marco Aurelio Robles (1908–1990)                | 1 października 1964  | 1 października 1968  | Narodowa Partia Liberalna        |
| 25    |                                      | Arnulfo Arias (1901–1988)                       | 1 października 1968  | 11 października 1968 | Partido Panameñista              |
| 26    |                                      | José María Pinilla Fábrega (1919–1979)          | 12 października 1968 | 18 grudnia 1969      | wojskowy                         |
| 26    | Bolívar Urrutia Parrilla (1918–2005) |                                                 | 12 października 1968 | 18 grudnia 1969      | wojskowy                         |
| 27    |                                      | Demetrio Lakas Bahas (1925–1999)                | 19 grudnia 1969      | 11 października 1978 | bezpartyjny                      |
| 28    |                                      | Aristides Royo (1940–)                          | 11 października 1978 | 31 lipca 1982        | Rewolucyjna Partia Demokratyczna |
| 29    |                                      | Ricardo de la Espriella (1934–)                 | 31 lipca 1982        | 13 lutego 1984       | Rewolucyjna Partia Demokratyczna |
| 30    |                                      | Jorge Illueca (1918–2012)                       | 13 lutego 1984       | 11 października 1984 | bezpartyjny                      |
| 31    |                                      | Nicolás Ardito Barletta Vallarino (1938–)       | 11 października 1984 | 28 września 1985     | Rewolucyjna Partia Demokratyczna |
| —     |                                      | Eric Arturo Delvalle (1937–2015) tymczasowo     | 28 września 1985     | 26 lutego 1988       | Partia Republikańska             |
| —     |                                      | Manuel Solís Palma (1917–2009) tymczasowo       | 26 lutego 1988       | 31 sierpnia 1989     | Rewolucyjna Partia Demokratyczna |
| —     |                                      | Francisco Rodríguez (1938–) tymczasowo          | 1 września 1989      | 20 grudnia 1989      | Rewolucyjna Partia Demokratyczna |
| 32    |                                      | Guillermo Endara (1936–2009)                    | 20 grudnia 1989      | 31 sierpnia 1994     | Partido Panameñista              |
| 33    |                                      | Ernesto Pérez Balladares (1946–)                | 1 września 1994      | 31 sierpnia 1999     | Rewolucyjna Partia Demokratyczna |
| 34    |                                      | Mireya Moscoso (1946–)                          | 1 września 1999      | 31 sierpnia 2004     | Partido Panameñista              |
| 35    |                                      | Martín Torrijos (1963–)                         | 1 września 2004      | 30 czerwca 2009      | Rewolucyjna Partia Demokratyczna |
| 36    |                                      | Ricardo Martinelli (1951–)                      | 1 lipca 2009         | 30 czerwca 2014      | Demokratyczna Zmiana             |
| 37    |                                      | Juan Carlos Varela (1963–)                      | 1 lipca 2014         | 30 czerwca 2019      | Partido Panameñista              |
| 38    |                                      | Laurentino Cortizo (1953–)                      | 1 lipca 2019         | 30 czerwca 2024      | Rewolucyjna Partia Demokratyczna |
| 39    |                                      | José Raúl Mulino (1959–)                        | 1 lipca 2024         | pełni urząd          | Realizacja Celów                 |

## Wojskowi przywódcy Panamy (1968–1989)
| Osoba | Osoba   | Osoba                                    | Kadencja             | Kadencja         | Partia polityczna |
| #     | Portret | Imię i nazwisko                          | Od                   | Do               | Partia polityczna |
| ----- | ------- | ---------------------------------------- | -------------------- | ---------------- | ----------------- |
| 1     |         | Omar Torrijos (1929–1981)                | 11 października 1968 | 31 lipca 1981    | wojskowy          |
| 2     |         | Florencio Flores Aguilar (ok. 1931–2020) | 31 lipca 1981        | 3 marca 1982     | wojskowy          |
| 3     |         | Rubén Darío Paredes (1933–)              | 3 marca 1982         | 12 sierpnia 1983 | wojskowy          |
| 4     |         | Manuel Noriega (1934–2017)               | 12 sierpnia 1983     | 20 grudnia 1989  | wojskowy          |